# Mmatseta
Mmatseta – wieś w Botswanie w dystrykcie Kweneng. Według spisu ludności z 2011 roku wieś liczyła 474 mieszkańców.